# レイトン ミステリージャーニー カトリーエイルと大富豪の陰謀
『レイトン ミステリージャーニー カトリーエイルと大富豪の陰謀』（レイトン ミステリージャーニー カトリーエイルとだいふごうのいんぼう、英題：LAYTON’S MYSTERY JOURNEY Katrielle and the Millionaires' Conspiracy）は、レベルファイブより発売されたゲームソフト。2017年7月20日にニンテンドー3DS用に発売され、iOS / Android版が有料配信されている。
2018年8月9日にNintendo Switch版『レイトン ミステリージャーニー カトリーエイルと大富豪の陰謀 DX』が発売された。2021年7月8日には『DX』にキャラクターの音声を、テレビシリーズのキャストに切り替えられる要素を追加した『レイトン ミステリージャーニー カトリーエイルと大富豪の陰謀 DX+』が発売された。
本項目では、本作品を原作としたテレビアニメ（以下、テレビシリーズ）やコミカライズなど、各種メディアミックス展開についても併せて取り扱うものとする。

## 概要
レイトンシリーズの続編にあたり、レイトン教授の娘であるカトリーエイル・レイトン（カトリー）を主人公に据える。発表当初のタイトルは『レディレイトン 大富豪アリアドネの陰謀』（レディレイトン だいふごうアリアドネのいんぼう）だった。ナゾ監修として、前作まで担当していた多湖輝が2016年に死去した事に伴い、本作では多胡が生前に推薦した岩波邦明が新たに参加している。
これまでのシリーズ同様、ストーリーを進めながら合間の「ナゾ」を解いていくスタイルが本作品でも踏襲されているが、おもに壮大な旅や冒険を舞台とした『レイトン教授』シリーズに対し、本作品ではロンドンの街中や日常で起こる事件を中心に、コミカルかつテンポの早いストーリー展開を特徴としている。またスタイリストのSHOHEI KASHIMAが作中の衣装デザインを担当し、カトリーに様々な衣装を着せることができる。
2018年4月より、テレビシリーズ『レイトン ミステリー探偵社 〜カトリーのナゾトキファイル〜』の放送が開始され、これと前後して少女漫画連載やゲームと連動したチャーム玩具などを発売、謎解きイベントの開催など、各種メディアミックスが展開された。

## 物語
『どんなナゾでも全て解明。カトリーのレイトン探偵社』
行方不明になった父、エルシャール・レイトンを探す目的で「レイトン探偵社」を設立したカトリー。「どんなナゾも全て解明。」というモットーを聞きつけ、やって来た最初の依頼人は喋る犬だった。
全12話の短編から成り立つオムニバス形式。
| エピソード | サブタイトル                          |
| --- | ------------------------------------- |
| 01 | 時計仕掛けのスウィーツ                |
| ビッグベンの時計の短針が盗まれる事件が発生。困ったことに明日は隣国の大使メラーコ氏が訪れる。国同士の友好の証として彼に贈られるのはビッグベンを模したペンダントで、しかも会見が行われるのはビッグベンの真下。明日までに針を取り戻さなければ英国の沽券に関わる事態になる。アスポワロ警部の依頼でカトリーは調査を開始する。                                                                      |                                       |
| 02 | ある愛の詩 リバーサイドフェスティバル |
| ロンドンのテムズ川で行われる「リバーサイドフェスティバル」は、川を挟んで両岸から2人の男女が愛の告白をするという催しである。 ところが最終日の「リバーサイドの告白ショー」を前に、川の両岸で2人の男女が行方不明になるという事件が起こった。その事件が祭りの元となった伝説通りであるため、祭りは例年以上に盛り上がりを見せる。                                                                   |                                       |
| 03 | 怪事件ニューシネマパラダイス          |
| ノアがプレミアム試写会のチケットを当て、新作映画「愛のサブマリンアタック」を観に行くことになったカトリー。その映画では、ラストのキスシーンが最高にロマンチックだと上映前から話題になっている。試写会が行われるラビットスター劇場では「7人の富豪」と呼ばれる富豪達も招かれていた。しかし上映中に肝心のキスシーンが盗まれる事件が起こり…!?                                                      |                                       |
| 04 | 摩天楼は猫色に                        |
| 「7人の富豪」のリーダー格であるガルフレッツアー夫人からペット探しの依頼を受け、レイトン探偵社は早速屋敷へ向かう。昨日からいなくなったペットのペトリーについて聞こうとするが、夫人は仕事のために家を留守にしてしまう。屋敷のあちこちに猫グッズが置かれており、夫人は相当の猫好きに見えるが… |                                       |
| 05 | 寂しがり屋のゴースト〜ロンドンの幻〜  |
| 今回の依頼人は「7人の富豪」のひとりで、由緒ある旧家「クイント家」の当主アンドレア・クイント。 屋敷には『六不思議』と呼ばれる怪奇現象があり、夜な夜な起こるそれに悩まされているという。そのために、カトリーに六不思議のナゾを解明してほしいと依頼する。 |                                       |
| 06 | 1億ポンドは風と共に去りぬ             |
| アスポワロ警部に呼び出され、ロングローラー銀行へ向かったカトリー達。依頼主は銀行のオーナーである「7人の富豪」のひとりのザック・ライエル。銀行の金庫から1億ポンドもの大金が消えてしまったらしい。事件については内密にと念を押され、調査を始めるカトリー達だが… |                                       |
| 07 | ラットマン・リターンズ                |
| ロンドンタイムズの編集長から依頼されたのは、謎のヒーロー「ラットマン」がこの3ヶ月で姿を消した理由を突き止めてほしいというもの。 調査を始めたカトリーは、ラットマンは夜中しか目撃証言が無い、ラットマンの記事を載せた雑誌や新聞は飛ぶように売れた等、様々なことに気づくが、突然謎の脅迫状が届き…                                                                                               |                                       |
| 08 | テムズの女神は二度微笑む              |
| ガルフレッツアー夫人から豪華客船クララ・エドワーズ号の初航海チケットを貰ったカトリー達。船内で記念パーティーが盛り上がる中、この船のオーナーである「7人の富豪」のひとりのヘンリー・エイザーランドの趣向で「天使像探しゲーム」が開催される。船内に4つある天使像を見つけ出せば、ホール内にある巨大な黄金の女神像の落札権が貰えるという。 しかし、ゲームの最中に黄金の女神像が突然消えてしまう。 |                                       |
| 09 | アスポワロのロンドンの休日            |
| 今日はロンドン中の人が仕事を休む「エンヤの休日」。休日を満喫するレイトン探偵社に、アスポワロ警部が訪れる。どうやら今日が奥さんの誕生日だということをうっかり忘れてしまい、日没までにプレゼントをなんとかしろと怒られたらしい。多忙な警部の代わりにプレゼント探しをするカトリー達だが、なかなか開いている店がなく…                                                                             |                                       |
| 10 | ノア君の日記                          |
| ノアとカトリーが初めて出会った時の物語。グレッセンヘラーカレッジに入学早々、植物遺伝学の権威ドナルド・アルビーン教授の論文資料を盗んだという疑いをかけられたノア。アスポワロ警部から厳しい取り調べを受ける中、一人の女性が部屋に入ってきた。 |                                       |
| 11 | 逃亡者カトリー                        |
| 静かなトレーヌ通りで殺人事件が発生。被害者はレイトン探偵社の隣の住人。ブリトニアス警部にあらぬ疑いをかけられたカトリーはシャーロと共に逃走。彼女の無罪を信じるトレーヌ通りの住人達に助けられながら、カトリーは事件の真相を独自に調査する。 |                                       |
| 12 | 富豪王アリアドネの陰謀                |
| レイトン探偵社に、レイトン教授宛で「富豪王アリアドネ」と名乗る人物から手紙が届く。 アーレンダレム城にてかつての大富豪アーレンダレムの遺産を掛けたナゾトキゲームを開催するという内容だった。城では「7人の富豪」達も招かれており、7人全員が「負ければ全財産を寄付する」という契約書にサインした。カトリーはレイトン教授の代理でこのゲームの見届け人として認められ、奇妙なゲームが幕を開ける…    |                                       |

## 登場人物
担当声優は、ゲーム / テレビシリーズの順に表記。1名のみの場合は特記のない限りゲームを表す。
前述の通り、『DX+』ではゲームの声優とテレビシリーズの声優の両方のボイスが収録されており、自由に切り替えることができる。

### 主要人物
カトリーエイル・レイトン
声 - 有村架純 / 花澤香菜
本作品の主人公。エルシャール・レイトンの娘。21歳。愛称は「カトリー」。活発な性格だが、父であるエルシャール・レイトンから礼儀正しい英国淑女としての教育を受け、一応お淑やかにする努力はしている。行方不明になった父を探すためにレイトン探偵社を立ち上げるが、調査はなかなか進まない。興味本意でしか動かず、勘とひらめきで強引な推理をするが、なぜか的中する。食べることに目がなく、調査中に飲食店に立ち寄ることも少なくない。
テレビシリーズでは依頼を引き受ける時に、回転してからカメラ目線で承諾する・謎が解けると「全ての謎は解明されました。」と言いつつ謎を様々なお菓子の味わいに例える・推理を披露する際「それでは説明しましょう!」と叫びながら3アングルを使ってポーズを決める、など要所で芝居がかった振る舞いをする。決め台詞は「現実はいつも稀有なものなのです」。
ゲームエンディング後及び、テレビシリーズで明かされた真実。それはレイトンとは血の繋がりがないということ。
彼女の真の生い立ちは、21年前に考古学者のカミラ・エイザーンという女性は、ロンドンに向かおうとしていた船内で産気づき、嵐で沈没寸前の船から避難する乗客・船員に見放されてしまう。唯一それを良しとしなかったのが、成長し、帰省のため偶然同じ船に乗り合わせていたルークとその家族であった。
船の中に残った彼の助力によって赤ん坊は無事に産まれる。しかしカミラ自身は体力を使い果たし、最後まで助けようとしたトライトン家に我が子を託して船と運命を共にした。今わの際の言伝によって赤ん坊はレイトンの元へと連れていかれ、何時までも赤ん坊ではダメだとして「カトリーエイル」と名付け、身寄りのない彼女を養子として引き取ったのである。
シャーロ
声 - 役所広司 / 小杉十郎太
カトリーの助手である犬。レイトン探偵社のツッコミ役。カトリー、ノアとだけ会話することができる（他の人間は犬が鳴いているようにしか聞こえない）。最初の依頼主で、過去の記憶を無くしており自分が何者なのかを依頼する。記憶喪失のためカトリーから名前を与えられる。由来は「シャーロック・ホームズ」から。
テレビシリーズ第49話にて、ルーク・トライトンとも会話する場面がある。
ノア・モントール
声 - 坂口健太郎 / 池田恭祐
カトリーの助手。19歳。動物好きな心優しい性格の青年で、カトリーに憧れている。とある事件で濡れ衣を着せられるが、カトリーの推理に救われ、それをきっかけに彼女の押しかけ助手になる。グレッセンヘラーカレッジに入学したばかりの学生でもある。
テレビシリーズ第48話にて“ノア・モントール”は偽名である事、彼の驚くべき正体が明らかになる。
ダージリン・アスポワロ
声 - 井上肇 / 多田野曜平、黒澤剛史（回想）
スコットランドヤードの熱血漢な警部。少々抜けているところがあるが人一倍正義感があり、市民からも信頼されている。事件解決のために度々レイトン探偵社を訪れる。愛妻家で、妻のリリアには頭が上がらない。
ジェラルディン・ロイヤー
声 - 黒木メイサ / 山村響
カトリーのライバル。スコットランドヤードが誇る天才事件分析官。辛辣で冷徹な性格。プロファイリングで犯人像を特定するのを得意とし、カトリーの推理を快く思っていない。一方で幽霊などオカルトの類が苦手。

### 7人の富豪
スコーラ・ガルフレッツアー
声 - 田中晶子 / 同左
「7人の富豪」のリーダー的存在。外見は肥満体の中年女性。少し嫌味な部分があるが根は善良で、ペットのペトリーを溺愛している。多国籍企業を経営し、ロンドンに大きな影響力を持つ。家出したペトリーの捜索をレイトン探偵社に依頼する。元々はレイトン教授を呼んだつもりだったらしく、最初はカトリーをイマイチ信用しなかったが、無事発見して彼女からペトリーが逃げた理由を鋭く指摘されて反省する。これを切っ掛けに夫人は「7人の富豪」にカトリーを紹介してレイトン探偵社には彼等からの依頼が舞い込むようになる。
リドリー・フレメンス
声 - 長尾明希 / 同左、春名風花（幼少期）
ロンドンの若き女性市長。父亡き後に家を継ぐ。クールに振る舞うが、実は大のお祭り好き。テムズ川で行われる「リバーサイドフェスティバル」を盛り上げようと計画している。原作では「フレメンス市長」、テレビシリーズでは主に「リドリー市長」とも呼ばれている。
クラーク・ゴスペック
声 - 杉野田ぬき / 同左
ラビットスター劇場の経営者。65歳。映画館など数多くの娯楽施設を持つ。社交的な性格で面白い事が大好き。
テレビシリーズではゴスペック商会の社長やゴスペックグループの会長ともなっており、愛犬家の設定が加えられている。
アンドレア・クイント
声 - 末柄里恵 / 同左
由緒ある旧家であるクイント家の当主。20歳。両親を飛行機事故で亡くし、18歳の若さで莫大な財産を継いだ。元々おとなしい性格だったが両親の死を境に家にこもってしまう。屋敷で起こる怪奇現象に悩まされ、カトリーに調査を依頼する。
ザック・ライエル
声 - 乃村健次 / 同左
ロングローラー銀行を傘下に持つロングローラーグループの会長。55歳。顔が怖いが根は善良。金融以外にも金庫製造など幅広い事業を手掛ける。ロングローラー銀行の最新型金庫「ハイレーン」から突如1億ポンドが消えてしまい、レイトン探偵社に調査を依頼する。
マーク・スカーロイド
声 - 川中子雅人 / 同左
ロンドンの新聞社「ロンドンタイムズ」のオーナー。43歳。眼鏡にちょび髭に丸顔で、スリムな体をした人物。冷淡な性格な為に常に真剣な顔でいる。ラットマン調査に乗り気でない模様。
ヘンリー・エイザーランド
声 - 後藤哲夫 / 同左（第28話）、佐々木睦（第47話・第48話）
ロンドンの造船業を独占する巨大造船会社「オクトーバー」の経営者。66歳。穏やかな性格だが冒険好きな一面がある。引退後はトレジャーハンターになるのが夢。

### その他の人物
マルク・ヤンチャッタ
声 - 後藤ヒロキ / 同左
ビッグベンの大時計の整備士。レジーの双子の兄。27歳。口癖は「〜ちゃった」。弟と瓜二つの容姿。手先が器用で時計以外にも像などの修理を請け負う。
レジー・ヤンチャッタ
声 - 後藤ヒロキ / 同左
ヤンチャッタ菓子店の店長。マルクの双子の弟。兄と同じく口癖は「〜ちゃった」。お菓子作りの腕前は一流で、本物のテディベアそっくりのお菓子を店に飾るほど。日本にも修業をしたことがあるらしい。
ハリー・ギルモント
声 - なし / 塾一久、濱野大輝（青年）、れいみ（幼少期）
話題の映画監督。昔はカルト映画ばかり制作していたが、最近はヒット作を連発している。新作映画「愛のサブマリンアタック」のプレミアム試写会中にラストのキスシーンが盗まれてしまう。
ハーパー・チャンプル
声 - なし / 天田益男、野川雅史（青年）
映画の編集技師。職人気質な頑固な性格。ギルモント監督とは長い付き合いで、最近では映画の方向性について言い争うことも。
アモン・トレッド
声 - なし / 吉田健司
ラビットスター劇場の映写技師。映写機に名前をつけるほどの機械マニア。ペットの九官鳥のプリスケを可愛がる。
ポルター
声 - なし / チョー
クイント家に長年仕える執事。アンドレアに代わり家のことを取り仕切る。不気味な風貌のせいで亡霊と間違われやすい。
エニーシャ・マイヤー
声 - 日野由利加 / 同左
ロングローラー銀行の総支配人。完璧主義な部分があり、融通が効かない。
ロイ・コンラッド
声 - 中務貴幸 / 同左
ロンドンタイムズの編集長。お調子者でユニークな性格。スカーロイドとは学生時代からの友人。カトリーの噂を聞きつけ、ラットマンが姿を消した理由を調査してほしいという依頼をする。
テレビシリーズでは「スカーロイドとは昔からの腐れ縁」となっており、またラットマンが姿を消した理由を依頼するのはラットマンファンの少年・レオに変更されている。
ラットマン
真夜中のロンドンに出没する正体不明のヒーロー。ネズミのコスチュームに身を包み、事件が起こると颯爽と現れて悪人を倒す。しかし3ヶ月前に突然姿を消す。
ウェイン・レイナード
声 - かぬか光明 / 同左
普及型豪華客船「クララ・エドワーズ号」の船長。人望があり、部下からの信頼も厚い。元は超大型豪華客船「グランドエリザベス号」の船長だった。
テレビシリーズでは名前が「レイナード・ウェインズ」に変更されている。
リリア・アスポワロ
声 - 定岡小百合 / 同左、西川舞（回想）
アスポワロ警部の妻。心優しい朗らかな性格で夫の仕事を応援する。「エンヤの休日」という日が誕生日。
ドナルド・アルビーン
声 - 多田野曜平 / 安原義人
グレッセンヘラーカレッジの教授で、植物遺伝学の権威。自分の論文をノアが盗んだと疑う。
ブリトニアス
声 - 三上哲 / 同左
スコットランドヤードの警部。アスポワロ警部とは同期。プライドが高く、強い出世願望を持つ。
テレビシリーズでは名前が「ノーマン・ブリトニアス」となっている。またレリクス編で再登場し、カトリー達に協力している。
富豪王アリアドネ
「7人の富豪」を脅迫し、アーレンダレム城にて大富豪の遺産をかけたナゾトキゲームを仕掛ける謎の人物。「7人の富豪」に深い恨みを持ち、ゲームに負ければ全財産を寄付するという契約書を書かせる。
ファーロン・アーレンダレム
声 - なし / 前田弘喜
かつてロンドンで栄華を極めた大富豪。現在は故人。10年前に「7人の富豪」と因縁があったらしい。

### テレビシリーズの登場人物
ルーファス・アルデバラン
声 - 津田健次郎
第34・49・50話に登場。物語開始より遡ること100年前に活躍した、伝説と謳われた天才探偵にして天文学者。第49話にて「アルデバラン」は偽名として使っており本名はフィリップ・ライズリッツである事、さらにその正体と目的が明らかになる。
エルシャール・レイトン
声 - 山寺宏一
第10話より登場。
ルーク・トライトン
声 - 斉藤壮馬
第10話より登場。アメリカでメアリナと結婚して既婚者となっている。第20話でカトリーエイルが産まれた時に立ち会っていた事が明らかになった。動物と喋れる能力はまだ残っており、第49話にてシャーロの言葉を正確に理解し会話している。
ローザ・グリムス
声 - 真山亜子
第10話より登場。
メアリナ・トライトン
声 - 瀬戸麻沙美
第10話より登場。ルークの妻。
ドン・ポール
声 - 稲葉実
第10話に登場。レイトンシリーズの第1シリーズからの宿敵で、行方不明になったルークを捜しにたどり着いた大英博物館の館長ドナルド・ザックバーンに変装していたが、拉致される前にルークが館長室に残した手がかりを見たレイトンにすべてを看破され、その場から退却した。

## 主題歌
「Girls」
歌：西野カナ / 作詞：西野カナ、GIORGIO 13 / 作曲：Giorgio Cancemi / バイオリン：Asuna

## テレビアニメ
『レイトン ミステリー探偵社 〜カトリーのナゾトキファイル〜』（レイトン ミステリーたんていしゃ カトリーのナゾトキファイル）のタイトルで、2018年4月8日から2019年3月31日までフジテレビ系にて毎週日曜8:30 - 9:00（JST）に全50話が放送された。テレビアニメ化は2017年12月29日に発表。メインキャラクターの担当声優は原作から変更されている。
番組構成は、前半パートが事件発生〜カトリーの推理、ノアが視聴者に呼びかける形での状況整理を挟み、後半パートが解決編となっている。エピソードの大半はアニメオリジナルだが、原作ゲームのエピソードも使われており、その際にはゲーム内のストーリーに内容を一部追加・変更している。また「レイトン教授シリーズ」の舞台や人物がオマージュとして登場する事がある。
通常本編とは別の時間軸にて、レイトン教授と青年ルークをメインに据えた『レイトン教授と秘宝レリクス』のエピソードも断続的に展開された。
物語のラストや次回予告での決め台詞は「現実はいつも稀有（けう）なものなのです」。
フジテレビオンデマンド（FOD）他での動画配信や、アニマックスにて再放送を行なっている。地上波ではゲーム『DX+』発売に合わせ、2021年7月2日からTOKYO MXにて再放送された。

### スタッフ
- 原案・クリエイティブディレクター・シリーズ構成 - 日野晃博[9]
- 原作 - レベルファイブ[9]
- 監督 - 満仲勧[9]
- 助監督 - migmi[10]
- キャラクターデザイン原案 - 長野拓造[9]
- キャラクターデザイン - 高田謡子[9]
- プロップデザイン - 小野田貴之[10]
- 美術監督 - 中久木孝将[10]
- 美術設定 - 品川麗子、妹脊百合子
- 色彩設計 - 茂木孝浩[10]、相田美里（第26話 - 第50話）
- 撮影監督 - 岡野亜友未[10]
- 編集 - 廣瀬清志（第1話 - 第25話）、榎田美咲（第26話 - 第50話）[10]
- 音楽 - 西浦智仁[10]
- 音楽スーパーバイザー - 住友紀人
- 音楽協力 - レベルファイブ、フジパシフィックミュージック
- 音響監督 - 田中亮[10]
- チーフプロデューサー - 臼杵照裕（第1話 - 第25話）→青木昌也（第26話 - 第50話）、高瀬透子（第26話 - 第50話）
- プロデューサー - 青木昌也（第1話 - 第25話）、原裕和、武藤憲敬（第26話 - 第50話）
- アニメーション制作 - ライデンフィルム[9]
- 制作 - レイトンミステリー探偵社

### 主題歌（アニメ）
「チェンジっ!」
足立佳奈による第1話 - 第25話オープニングテーマ。作詞・作曲は水野良樹、編曲は近藤隆史と田中ユウスケ。
映像冒頭にカトリーが付けるペンダントのチャームは回によって異なる。
「blooming」
安田レイによる第26話 - 第50話オープニングテーマ。作詞は安田レイ、作曲は白根一成、編曲は玉井健二と南田健吾。
第35話より一部の映像が変更された。48話と最終回では冒頭部分が本編の映像と重ねる形で流された。
「大丈夫」
花澤香菜による第1話 - 第25話エンディングテーマ。作詞・作曲は槇原敬之、編曲は佐橋佳幸。
映像は各回のゲスト登場人物を描いたワンカットが流れる。第13話より映像が変更。
「明日も、世界は回るから。」
J☆Dee'Zによる第26話 - 第50話エンディングテーマ。作詞はいしわたり淳治と森大輔と岡田健次良、作曲は森大輔と岡田健次良、編曲はイワツボコーダイと堀越亮。
映像はメインキャラクターおよび七人の富豪を描いた一枚絵をクローズアップしている。48話では冒頭部分が本編の映像と重なり、最終回ではバックで後日談が流れた。

### 各話リスト
| 話数    | サブタイトル                                    | 脚本             | 絵コンテ        | 演出                                  | 作画監督                                                                                          | 総作画監督                   | 放送日        |
| ------- | ----------------------------------------------- | ---------------- | --------------- | ------------------------------------- | ------------------------------------------------------------------------------------------------- | ---------------------------- | ------------- |
| file 1  | カトリーエイルと不思議な家                      | 日野晃博         | 満仲勧          | 横山和基                              | 五月麻帆 柳田幸平 金久保典江                                                                      | 小野田貴之                   | 2018年 4月8日 |
| file 2  | カトリーエイルと悪魔のドレス                    | 小峯裕之         | 井出安軌        | 牧野友映                              | 市橋雄一 大竹晃裕 斉藤亮 佐藤桂 重國浩子                                                          | 三島千枝                     | 4月15日       |
| file 3  | カトリーエイルと蘇る死体                        | 森ハヤシ         | 渡邉徹明        | 髙田美里                              | 小倉典子 浦島美紀                                                                                 | 山口飛鳥                     | 4月22日       |
| file 4  | カトリーエイルと世紀の大怪盗                    | 赤尾でこ         | 吉田泰三        | 曽根利幸                              | 佐藤弘明                                                                                          | 奥野治男                     | 4月29日       |
| file 5  | カトリーエイルと幸運な男                        | 近藤祐次         | 石郷岡範和      | 石郷岡範和                            | 石崎裕子 松岡謙治                                                                                 | 小野田貴之                   | 5月6日        |
| file 6  | カトリーエイルと時を超えるバス                  | ヒロハラノブヒコ | 井出安軌        | 白石道太                              | 大竹晃裕 佐藤桂 斉藤亮 市橋雄一 坂口蒼星 重国浩子                                                 | 三島千枝                     | 5月13日       |
| file 7  | ラットマン・リターンズ                          | 小峯裕之         | 山内愛弥        | 山内愛弥                              | 金久保典江 柳田幸平 吉田伊久雄 森悦史 はっとりますみ                                              | 山口飛鳥                     | 5月20日       |
| file 8  | 1億ポンドは風と共に去りぬ                       | 赤尾でこ         | 坂田純一        | 村山靖                                | 重松しんいち 栗井重紀 櫻井拓郎 鳥山冬美                                                           | -                            | 5月27日       |
| file 9  | 摩天楼は猫色に                                  | 森ハヤシ         | 渡邉徹明        | 渡邉徹明                              | 杉田まるみ 渡辺愛                                                                                 | 小野田貴之                   | 6月3日        |
| file 10 | レイトン教授と秘宝レリクス エピソード1          | 日野晃博         | 高橋成世        | 石倉礼                                | 山崎展義 志賀道憲                                                                                 | 三島千枝                     | 6月10日       |
| file 11 | 怪事件ニューシネマパラダイス                    | 近藤祐次         | migmi           | -                                     | 渡邉一平太 佐藤弘明                                                                               | 山口飛鳥                     | 6月17日       |
| file 12 | アスポワロのロンドンの休日                      | ヒロハラノブヒコ | 吉田泰三        | 小林孝志                              | 北島勇樹 宇都木勇 清原寮                                                                          | 奥野治男                     | 6月24日       |
| file 13 | カトリーエイルとドッペルゲンガー                | 小峯裕之         | 坂田純一        | 村山靖                                | 山村俊了 櫻井拓郎 鳥山冬美                                                                        | 小野田貴之                   | 7月1日        |
| file 14 | 天才分析官ジェラルディン・ロイヤー              | ヒロハラノブヒコ | 今泉賢一        | 赤井倍人                              | 大畠弘后 日高真由美                                                                               | 三島千枝                     | 7月8日        |
| file 15 | カトリーエイルとミステリーサークル              | 森ハヤシ         | 横山和基        | 横山和基                              | 鈴木絵万 柳田幸平 森悦史 清水博幸 はっとりますみ                                                  | 山口飛鳥                     | 7月15日       |
| file 16 | カトリーエイルとパンダの行進                    | 赤尾でこ         | のがみかずお    | のがみかずお                          | 石橋雄一 大竹晃裕 斉藤亮 坂口蒼星 佐藤桂 重国浩子 松本純平 横尾雄太 小川エリ                      | 奥野治男                     | 7月22日       |
| file 17 | カトリーエイルとロンドンの怪物                  | 近藤祐次         | 曽根利幸        | 曽根利幸                              | 柳田幸平 金久保典江 森悦史 清原寮 清水博幸 はっとりますみ                                         | 小野田貴之                   | 7月29日       |
| file 18 | モレントリー急行と3つの事件                     | 小峯裕之         | 吉田泰三        | 川瀬まさお                            | 渡辺愛 杉田まるみ                                                                                 | 三島千枝                     | 8月5日        |
| file 19 | 寂しがり屋のゴースト                            | 近藤祐次         | 坂田純一        | ウエノ史博                            | 管振宇 櫻井拓郎 鳥山冬美 松下清志 李少雷                                                          | 山口飛鳥                     | 8月12日       |
| file 20 | レイトン教授と秘宝レリクス エピソード2          | 日野晃博         | 高橋成世        | 河野亜矢子                            | 本村晃一 杉生祐一                                                                                 | -                            | 8月19日       |
| file 21 | カトリーエイルと甘い香りの迷宮通り              | ヒロハラノブヒコ | 渡邉徹明        | 渡邉徹明                              | 高橋成之                                                                                          | 小野田貴之                   | 8月26日       |
| file 22 | 超高性能ロボット スケットマン                   | 赤尾でこ         | 石倉礼          | 石倉礼                                | 西田美弥子 棚澤香織 山崎展義 原田峰文 志賀道憲 山田香央里 百瀬恵美子                              | 三島千枝                     | 9月2日        |
| file 23 | カトリーエイルとオフィス潜入大作戦              | 森ハヤシ         | 佐藤みほ        | 駒田由貴                              | 小川エリ 金久保典江 角谷理 森悦史                                                                 | 山口飛鳥                     | 9月16日       |
| file 24 | 時計仕掛けのスウィーツ                          | 小峯裕之         | 今泉賢一        | 村田尚樹 牧野友映                     | 坂口蒼星 松本純平 市橋雄一 横尾雄太 佐藤桂 斉藤晃 大竹晃裕 重国浩子                               | 奥野治男                     | 9月23日       |
| file 25 | ある愛の詩 リバーサイドフェスティバル           | 赤尾でこ         | 坂田純一        | ウヱノ史博                            | 松本勝 管振宇 鳥山冬美 櫻井拓郎                                                                   | 小野田貴之                   | 9月30日       |
| file 26 | ノア君の日記                                    | 近藤祐次         | 仲澤慎太郎      | 古賀一臣                              | 今岡律之 大竹晃裕 久々ぎん 日高真由美 室山祥子 森悦人                                             | 三島千枝                     | 10月7日       |
| file 27 | 逃亡者カトリー                                  | 森ハヤシ         | 横山和基        | 横山和基                              | 柳田幸平 金久保典江 原修一 角谷理 森悦史 星野初音 川口弘明 植竹康彦 奥野倫史                      | 山口飛鳥                     | 10月14日      |
| file 28 | テムズの女神は二度微笑む                        | ヒロハラノブヒコ | 林宏樹          | 小林孝志                              | 北島勇樹 古徳真美 清原寮 宇都木勇                                                                 | 奥野治男                     | 10月21日      |
| file 29 | カトリーエイルとネム湖のネッスィー              | 近藤祐次         | 川崎芳樹        | 藤田健太郎                            | 武田牧子                                                                                          | 小野田貴之                   | 10月28日      |
| file 30 | カトリーエイルと不死のバンパイア                | 森ハヤシ         | 吉田泰三        | 玉田博                                | 大竹晃裕 坂本千代子 松本純平 市橋雄一 斉藤亮                                                      | 三島千枝                     | 11月4日       |
| file 31 | カトリーエイルと奥様は魔女                      | 赤尾でこ         | 坂田純一        | 牧野友映                              | 大竹晃裕 坂本千代子 松本純平 市橋雄一 斉藤亮 三島千枝 手島典子 横尾雄太 重国浩子                  | 山口飛鳥                     | 11月11日      |
| file 32 | カトリーエイルと星のプリンス                    | 小峯裕之         | 今泉賢一        | 白石道太                              | 関口雅浩 森悦史 日高真由美                                                                        | 奥野治男                     | 11月18日      |
| file 33 | カトリーエイルと宇宙船ベンガリアンの殺人        | ヒロハラノブヒコ | 仲澤慎太郎      | 駒田由貴                              | 柳田幸平 清原寮 金久保典江 児玉健司                                                               | 小野田貴之                   | 11月25日      |
| file 34 | レイトン教授と秘宝レリクス エピソード3          | 日野晃博         | 高本宣弘        | 江島泰男                              | 市橋雄一 大竹晃裕 斉藤亮 坂本千代子 小梶慎也 西真由子 中野良一                                    | 三島千枝 小野田貴之 高田謡子 | 12月2日       |
| file 35 | レイトン教授と秘宝レリクス エピソード4          | 日野晃博         | 高橋さつき      | 高橋さつき                            | 辻早智子 浅見日香留                                                                               | 山口飛鳥                     | 12月9日       |
| file 36 | 呪われたロンドンコレクション                    | 小峯裕之         | Royden B        | ひろしまひでき                        | 大西陽一 小野田貴之                                                                               | 奥野治男                     | 12月16日      |
| file 37 | ミンタン 新たなる野望                           | 森ハヤシ         | 坂田純一        | ウヱノ史博                            | 松本勝次 鳥山冬美 神垣弥生 櫻井拓郎 李小雷 松下清志                                               | 小野田貴之                   | 12月23日      |
| file 38 | 踊るスコットランドヤード大捜査線                | 赤尾でこ         | 石倉礼          | 村田尚樹                              | 市橋雄一 大竹晃裕 斉藤亮 坂本千代子 三島千枝 西道拓哉                                             | 三島千枝                     | 2019年 1月6日 |
| file 39 | カトリーエイルと透明ベイビー                    | 近藤祐次         | 横山和基        | 横山和基                              | 小川エリ 柳田幸平 原修一 児玉健二                                                                 | 山口飛鳥                     | 1月13日       |
| file 40 | ジェラルディン・ロイヤーと最後の客              | ヒロハラノブヒコ | 今泉賢一        | 木村忠太郎                            | 日高真由美 平山寛菜 油布京子 柏淳志                                                               | 小野田貴之                   | 1月20日       |
| file 41 | カトリーエイルと奇妙な心霊写真                  | 小峯裕之         | 内海花          | 内海花                                | 西道拓哉 石原彩子 宮永あずさ                                                                      | 原修一                       | 1月27日       |
| file 42 | 名探偵シャーロ・ックホームズ                    | 森ハヤシ         | 吉田泰三        | 小林孝志                              | 北島勇樹 寿夢龍 宇都木勇 清原寮 古徳真美                                                          | 三島千枝                     | 2月3日        |
| file 43 | カトリーエイルとホラーキャッスルVR              | 近藤祐次         | 坂田純一        | 池田ユウキ                            | 児玉健二 清原寮 山本晃宏 前原薫 清水博幸 角谷理                                                   | 山口飛鳥                     | 2月10日       |
| file 44 | カトリーエイルと料理の超人                      | ヒロハラノブヒコ | 山内愛弥        | 村田尚樹 大島克也 池田ユウキ 山内愛弥 | 大竹晃裕 市橋雄一 斉藤亮 坂本千代子 大野勉 角谷理                                                 | 小野田貴之                   | 2月17日       |
| file 45 | カトリーエイルとゴースト倶楽部                  | 赤尾でこ         | 川尻健太郎      | 川尻健太郎                            | 高田謡子 やまだまや 山本晃宏 古谷梨絵 児玉健二 阿部達也 原修一 小野田貴之 森悦司 宮永あずさ       | 原修一                       | 2月24日       |
| file 46 | カトリーエイルとモナリザ百面相                  | 森ハヤシ         | 牧野友映        | 牧野友映                              | 市橋雄一 大竹晃裕 大野勉 斉藤亮 坂本千代子 重國浩子 松本純平                                      | 三島千枝                     | 3月3日        |
| file 47 | 大富豪アリアドネの陰謀（前編）                  | 小峯裕之         | 坂田純一        | ウヱノ史博                            | 松本勝次 管振宇 鳥山冬美 櫻井拓郎 神垣弥生                                                        | 山口飛鳥                     | 3月10日       |
| file 48 | 大富豪アリアドネの陰謀（後編）                  | 小峯裕之         | 森邦宏          | 島村大輔                              | 坂本千代子 大竹晃裕 斉藤亮 市橋雄一                                                               | 三島千枝                     | 3月17日       |
| file 49 | レイトン教授と秘宝レリクス エピソード5          | 日野晃博         | 高橋さつき      | 高橋さつき                            | 前田学史 浅見日香留                                                                               | 小野田貴之                   | 3月24日       |
| file 50 | レイトン教授と秘宝レリクス ファイナルエピソード | 日野晃博         | 横山和基 満仲勧 | 横山和基 migmi 満仲勧                 | 高田謡子 奥野治男 小野田貴之 柳田幸平 やまだまや 古谷梨絵 児島健二 鳥山冬美 坂本千代子 飯野まこと | -                            | 3月31日       |

### 放送局
| 放送期間 | 放送時間         | 放送局         | 対象地域       | 備考                         |
| --- | ---------------- | -------------- | -------------- | ---------------------------- |
| 2018年4月8日 - 2019年3月31日                                                                                   | 日曜 8:30 - 9:00 | フジテレビ     | 関東広域圏     | 制作参加                     |
| |                  | 北海道文化放送 | 北海道         |                              |
| |                  | 仙台放送       | 宮城県         |                              |
| |                  | 東海テレビ     | 中京広域圏     |                              |
| |                  | 岡山放送       | 岡山県・香川県 |                              |
| |                  | テレビ西日本   | 福岡県         |                              |
| 2018年4月15日 - 2019年4月7日                                                                                   | 日曜 6:30 - 7:00 | 関西テレビ     | 近畿広域圏     |                              |
| 2018年6月2日 - 2019年6月1日                                                                                    | 土曜 8:00 - 8:30 | アニマックス   | 日本全域       | BS/CS放送 / リピート放送あり |
| 全局で字幕放送実施。アニマックスを除く全局で解説放送、関西テレビ・アニマックスを除く全局で連動データ放送実施。 |                  |                |                |                              |

| 配信開始日 | 配信時間        | 配信サイト    |
| --- | --------------- | ------------- |
| 2018年4月8日 | 日曜 9:00 更新  | FOD           |
| 2018年4月15日 | 日曜 12:00 更新 | dアニメストア |
| この他、dTV・アニメ放題・U-NEXT・J:COMオンデマンド メガパック ・ビデオパス・みるプラスプライムでも配信されている。 |                 |               |

### BD / DVD
| 巻 | 発売日         | 収録話          | 規格品番   |
| -- | -------------- | --------------- | ---------- |
| 1  | 2018年8月17日  | 第1話 - 第12話  | PCXP-60091 |
| 2  | 2018年11月21日 | 第13話 - 第24話 | PCXP-60092 |
| 3  | 2019年2月20日  | 第25話 - 第36話 | PCXP-60093 |
| 4  | 2019年6月19日  | 第37話 - 第50話 | PCXP-60094 |

| 巻 | 発売日         | 収録話          | 規格品番   |
| -- | -------------- | --------------- | ---------- |
| 1  | 2018年8月17日  | 第1話 - 第4話   | PCBP-54001 |
| 2  | 2018年8月17日  | 第5話 - 第8話   | PCBP-54002 |
| 3  | 2018年8月17日  | 第9話 - 第12話  | PCBP-54003 |
| 4  | 2018年9月19日  | 第13話 - 第16話 | PCBP-54004 |
| 5  | 2018年10月17日 | 第17話 - 第20話 | PCBP-54005 |
| 6  | 2018年11月21日 | 第21話 - 第24話 | PCBP-54006 |
| 7  | 2018年12月19日 | 第25話 - 第28話 | PCBP-54007 |
| 8  | 2019年1月16日  | 第29話 - 第32話 | PCBP-54008 |
| 9  | 2019年2月20日  | 第33話 - 第36話 | PCBP-54009 |
| 10 | 2019年3月20日  | 第37話 - 第40話 | PCBP-54010 |
| 11 | 2019年4月17日  | 第41話 - 第44話 | PCBP-54011 |
| 12 | 2019年5月15日  | 第45話 - 第48話 | PCBP-54012 |
| 13 | 2019年6月19日  | 第49話 - 第50話 | PCBP-54013 |

| フジテレビ 日曜 8:30 - 9:00                                              | フジテレビ 日曜 8:30 - 9:00                                                                                         | フジテレビ 日曜 8:30 - 9:00 |
| 前番組                                                                   | 番組名 | 次番組 |
| ------------------------------------------------------------------------ | --- | --- |
| モンスターハンター ストーリーズ RIDE ON （2016年10月2日 - 2018年4月1日） | レイトン ミステリー探偵社 〜カトリーのナゾトキファイル〜 （2018年4月8日 - 2019年3月31日） - ※本番組までテレビアニメ | 日曜報道 THE PRIME （2019年4月7日 - ） ※7:30 - 8:55、 同番組より報道番組千葉の贈り物〜まごころ配達人〜 （2019年4月7日 - ） ※8:55 - 9:00、 ※30分繰り下げて継続 |

## 玩具
タカラトミーより販売。チャームはNFCを内蔵し、ゲーム（Switch版およびスマートフォン版DXモード）と連動してカトリーの衣装替えやスペシャルコインを入手できる。『レイトン教授と不思議な町EXHD for スマートフォン』にも使用可能。
| 名称                                                        | 発売日         | 内容                                                              |
| ----------------------------------------------------------- | -------------- | ----------------------------------------------------------------- |
| カトリーのナゾトキチャーム ep. 1                            | 2018年7月7日   | 全6種                                                             |
| カトリーのナゾトキチャームセット アクセサリーver.           | 2018年7月7日   | チャーム2種・ブレスレット・ネックレスのセット                     |
| カトリーのナゾトキファイル&チャームセット                   | 2018年7月7日   | チャーム1種・ナゾトキシート・ナゾトキファイル・メモ帳のセット     |
| カトリーのナゾトキチャーム ep. 2                            | 2018年9月15日  | 全6種                                                             |
| カトリーのナゾトキチャームセット リボンチャームホルダーver. | 2018年9月15日  | チャーム2種・リボンチャームホルダーのセット                       |
| カトリーのナゾトキチャーム ep. 3                            | 2018年11月10日 | 全6種                                                             |
| カトリーのナゾトキチャームコレクションDX                    | 2018年11月10日 | チャーム4種・ネックレス・チャームボックス・チャームトレイのセット |

## コラボイベント
- SCRAPとコラボしたプロモーション企画として、『レイトン ミステリージャーニー 世界ナゾトキ大冒険』が2017年6月20日から9月21日に実施された[21]。
- バンダイナムコアミューズメント運営の「なぞともCafe」をはじめ各アミューズメント施設などにて、リアル謎解きゲームやゲームブックの販売も行われている。詳細はレイトンシリーズ#体感型ゲームを参照。

## 漫画
『レイトンミステリー探偵社 カトリーのナゾトキ事件簿』のタイトルで『ちゃお』（小学館）2018年5月号から2019年2月号まで連載。作画はおりとかほり。
- おりとかほり/レベルファイブ（原作・監修）、小学館〈ちゃおコミックス〉、全2巻
  1. 2018年8月1日発売、ISBN 978-4-09-870194-0
  2. 2019年1月30日発売、ISBN 978-4-09-870324-1

## 小説
『レイトン ミステリー探偵社 〜カトリーのナゾトキファイル〜』はテレビシリーズのノベライズ。作者は氷川一歩。
- 氷川一歩（著）/日野晃博（原作）/レベルファイブ（原案・監修）、小学館〈小学館ジュニア文庫〉、全4巻
  1. 2018年6月29日発売、ISBN 978-4-09-231241-8
  2. 2018年7月27日発売、ISBN 978-4-09-231250-0
  3. 2018年8月24日発売、ISBN 978-4-09-231258-6
  4. 2018年9月28日発売、ISBN 978-4-09-231263-0